# Гребенщикова, Нина Владиславовна
Нина Владиславовна Гребенщикова (12 июня 1992, Улан-Удэ) — российская футболистка, полузащитница и защитница.

## Биография
В детстве занималась дзюдо. Позднее перешла в футбол, выступала на юношеском и любительском уровне за «Фенер» (Улан-Удэ), «Рекорд» (Иркутск) и резервный состав пермского клуба «Звезда-2005».
В 2013 году перешла в клуб «Мордовочка» (Саранск). Дебютный матч в высшей лиге России сыграла 10 августа 2013 года против «Зоркого», заменив на 74-й минуте Светлану Зангиеву. Всего за два сезона сыграла 16 матчей в чемпионате России.
После расформирования «Мордовочки» некоторое время играла за клуб «Волга» (Саратов), в том числе в соревнованиях по мини-футболу. Позднее играла в Москве на любительском уровне, работала частным тренером по футболу.